# Lista över fornlämningar i Falkenbergs kommun (Eftra)
Lista över fornlämningar i Falkenbergs kommun (Eftra) är en förteckning av ett urval av de fornlämningar som finns i Eftra i Falkenbergs kommun.
| Namn                       | Lämningstyp                 | Tillkomsttid | Historisk indelning | Plats | Läge                 | ID-nr          | Bild                                      |
| -------------------------- | --------------------------- | ------------ | ------------------- | ----- | -------------------- | -------------- | ----------------------------------------- |
| Eftra 1:1                  | Hällristning                |              | Eftra, Halland      |       | 56.869899, 12.629920 | 10143800010001 | Ladda upp en bild av detta fornminne      |
| Eftra 2:1                  | Hällristning                |              | Eftra, Halland      |       | 56.857182, 12.634223 | 10143800020001 | Ladda upp en bild av detta fornminne      |
| Eftra högar (Eftra 3:1)    | Gravfält                    |              | Eftra, Halland      |       | 56.856871, 12.631481 | 10143800030001 | Ladda upp en bild av detta fornminne      |
| Eftra 4:1                  | Hällristning                |              | Eftra, Halland      |       | 56.855234, 12.628537 | 10143800040001 | Ladda upp en bild av detta fornminne      |
| Eftra 5:1                  | Gravfält                    |              | Eftra, Halland      |       | 56.865854, 12.617521 | 10143800050001 | Ladda upp en bild av detta fornminne      |
| Såa hallar (Eftra 6:1)     | Hällristning                |              | Eftra, Halland      |       | 56.860634, 12.653918 | 10143800060001 | Ladda upp en bild av detta fornminne      |
| Såa hallar (Eftra 6:2)     | Hällristning                |              | Eftra, Halland      |       | 56.860681, 12.653734 | 10143800060002 | Ladda upp en bild av detta fornminne      |
| Eftra 9:1                  | Hög                         |              | Eftra, Halland      |       | 56.842626, 12.638732 | 10143800090001 | Ladda upp en bild av detta fornminne      |
| Eftra 10:1                 | Gravfält                    |              | Eftra, Halland      |       | 56.844450, 12.648978 | 10143800100001 | Ladda upp en bild av detta fornminne      |
| Eftra 10:2                 | Stensättning                |              | Eftra, Halland      |       | 56.843919, 12.649987 | 10143800100002 | Ladda upp en bild av detta fornminne      |
| Eftra 11:1                 | Hög                         |              | Eftra, Halland      |       | 56.839906, 12.643739 | 10143800110001 | Ladda upp en bild av detta fornminne      |
| Eftra 11:2                 | Hög                         |              | Eftra, Halland      |       | 56.839791, 12.643875 | 10143800110002 | Ladda upp en bild av detta fornminne      |
| Eftra 12:1                 | Hög                         |              | Eftra, Halland      |       | 56.838258, 12.642328 | 10143800120001 | Ladda upp en bild av detta fornminne      |
| Lynga sten (Eftra 13:1)    | Grav markerad av sten/block |              | Eftra, Halland      |       | 56.835859, 12.641061 | 10143800130001 | Ladda upp en till bild av detta fornminne |
| Lynga sten (Eftra 13:2)    | Hög                         |              | Eftra, Halland      |       | 56.836263, 12.641378 | 10143800130002 | Ladda upp en bild av detta fornminne      |
| Eftra 15:1                 | Hög                         |              | Eftra, Halland      |       | 56.834885, 12.640167 | 10143800150001 | Ladda upp en bild av detta fornminne      |
| Eftra 16:1                 | Hög                         |              | Eftra, Halland      |       | 56.831588, 12.637676 | 10143800160001 | Ladda upp en bild av detta fornminne      |
| Klockstenarna (Eftra 17:1) | Stenkrets                   |              | Eftra, Halland      |       | 56.836451, 12.663236 | 10143800170001 | Ladda upp en till bild av detta fornminne |
| Eftra 18:1                 | Borg                        |              | Eftra, Halland      |       | 56.836082, 12.659517 | 10143800180001 | Ladda upp en bild av detta fornminne      |
| Eftra 19:1                 | Grav markerad av sten/block |              | Eftra, Halland      |       | 56.841374, 12.662455 | 10143800190001 | Ladda upp en bild av detta fornminne      |
| Trollekull (Eftra 20:1)    | Hög                         |              | Eftra, Halland      |       | 56.848004, 12.594645 | 10143800200001 | Ladda upp en bild av detta fornminne      |
| Eftra 21:1                 | Röse                        |              | Eftra, Halland      |       | 56.836314, 12.590000 | 10143800210001 | Ladda upp en bild av detta fornminne      |
| Eftra 22:1                 | Grav markerad av sten/block |              | Eftra, Halland      |       | 56.825829, 12.627183 | 10143800220001 | Ladda upp en bild av detta fornminne      |
| Eftra 22:2                 | Grav markerad av sten/block |              | Eftra, Halland      |       | 56.825863, 12.626407 | 10143800220002 | Ladda upp en bild av detta fornminne      |
| Eftra 23:1                 | Grav markerad av sten/block |              | Eftra, Halland      |       | 56.845213, 12.619723 | 10143800230001 | Ladda upp en bild av detta fornminne      |
| Eftra 24:1                 | Hög                         |              | Eftra, Halland      |       | 56.861946, 12.644242 | 10143800240001 | Ladda upp en bild av detta fornminne      |
| Eftra 25:1                 | Hällristning                |              | Eftra, Halland      |       | 56.866881, 12.646581 | 10143800250001 | Ladda upp en bild av detta fornminne      |
| Eftra 26:1                 | Hällristning                |              | Eftra, Halland      |       | 56.856801, 12.622390 | 10143800260001 | Ladda upp en bild av detta fornminne      |
| Skotthögen (Eftra 27:1)    | Hög                         |              | Eftra, Halland      |       | 56.869688, 12.657812 | 10143800270001 | Ladda upp en bild av detta fornminne      |
| Eftra 28:1                 | Grav markerad av sten/block |              | Eftra, Halland      |       | 56.869230, 12.658140 | 10143800280001 | Ladda upp en bild av detta fornminne      |
| Eftra 28:2                 | Grav markerad av sten/block |              | Eftra, Halland      |       | 56.869297, 12.658104 | 10143800280002 | Ladda upp en bild av detta fornminne      |
| Eftra 28:3                 | Grav markerad av sten/block |              | Eftra, Halland      |       | 56.869416, 12.658168 | 10143800280003 | Ladda upp en bild av detta fornminne      |
| Eftra 29:1                 | Hällristning                |              | Eftra, Halland      |       | 56.872577, 12.649300 | 10143800290001 | Ladda upp en bild av detta fornminne      |
| Eftra 29:2                 | Hällristning                |              | Eftra, Halland      |       | 56.872581, 12.649313 | 10143800290002 | Ladda upp en bild av detta fornminne      |
| Eftra 30:1                 | Hällristning                |              | Eftra, Halland      |       | 56.860451, 12.654828 | 10143800300001 | Ladda upp en bild av detta fornminne      |
| Eftra 30:2                 | Hällristning                |              | Eftra, Halland      |       | 56.860151, 12.654449 | 10143800300002 | Ladda upp en bild av detta fornminne      |
| Eftra 31:1                 | Hällristning                |              | Eftra, Halland      |       | 56.865370, 12.655184 | 10143800310001 | Ladda upp en bild av detta fornminne      |
| Eftra 31:2                 | Hällristning                |              | Eftra, Halland      |       | 56.865377, 12.655234 | 10143800310002 | Ladda upp en bild av detta fornminne      |
| Eftra 31:3                 | Hällristning                |              | Eftra, Halland      |       | 56.865396, 12.655177 | 10143800310003 | Ladda upp en bild av detta fornminne      |
| Eftra 31:4                 | Hällristning                |              | Eftra, Halland      |       | 56.865377, 12.655259 | 10143800310004 | Ladda upp en bild av detta fornminne      |
| Eftra 31:5                 | Hällristning                |              | Eftra, Halland      |       | 56.865347, 12.655198 | 10143800310005 | Ladda upp en bild av detta fornminne      |
| Eftra 31:6                 | Hällristning                |              | Eftra, Halland      |       | 56.865039, 12.655107 | 10143800310006 | Ladda upp en bild av detta fornminne      |
| Eftra 33:1                 | Stensättning                |              | Eftra, Halland      |       | 56.834729, 12.654446 | 10143800330001 | Ladda upp en bild av detta fornminne      |
| Eftra 34:1                 | Begravningsplats            |              | Eftra, Halland      |       | 56.816665, 12.621960 | 10143800340001 | Ladda upp en bild av detta fornminne      |
| Eftra 35:1                 | Stensättning                |              | Eftra, Halland      |       | 56.799806, 12.610410 | 10143800350001 | Ladda upp en bild av detta fornminne      |
| Eftra 36:1                 | Stensättning                |              | Eftra, Halland      |       | 56.834018, 12.657456 | 10143800360001 | Ladda upp en bild av detta fornminne      |
| Eftra 39:1                 | Hällristning                |              | Eftra, Halland      |       | 56.850880, 12.618841 | 10143800390001 | Ladda upp en bild av detta fornminne      |
| Eftra 39:2                 | Hällristning                |              | Eftra, Halland      |       | 56.850880, 12.618667 | 10143800390002 | Ladda upp en bild av detta fornminne      |
| Eftra 40:1                 | Gravfält                    |              | Eftra, Halland      |       | 56.819863, 12.611589 | 10143800400001 | Ladda upp en bild av detta fornminne      |
| Eftra 52:1                 | Stensättning                |              | Eftra, Halland      |       | 56.812446, 12.616308 | 10143800520001 | Ladda upp en bild av detta fornminne      |
| Eftra 60:1                 | Stensättning                |              | Eftra, Halland      |       | 56.861926, 12.609676 | 10143800600001 | Ladda upp en bild av detta fornminne      |
| Eftra 89:1                 | Hög                         |              | Eftra, Halland      |       | 56.864959, 12.666626 | 10143800890001 | Ladda upp en bild av detta fornminne      |